# Seboyeta, Novi Meksiko
Seboyeta je popisom određeno mjesto u okrugu Ciboli u američkoj saveznoj državi Novom Meksiku. Prema popisu stanovništva SAD 2010. ovdje je živjelo 179 stanovnika. 

## Povijest
Naselje je osnovano 1749. godine, a kroz povijest se spominjala i pod imenima Cebolleta, Geboletta, Grebolletta.

## Zemljopis
Nalazi se na 35°12′4″N 107°23′21″W / 35.20111°N 107.38917°W, Prema Uredu SAD-a za popis stanovništva, zauzima 29,83 km2 površine, od čega 29,81 suhozemne.

## Komunikacije
U Seboyeti je radio poštanski ured od 5. veljače 1885. do 7. siječnja 1995.  godine.

## Stanovništvo
Prema podatcima popisa 2010. ovdje je bilo 179 stanovnika, 67 kućanstava od čega 52 obiteljska, a stanovništvo po rasi bili su 49,2% bijelci, 0,0% "crnci ili afroamerikanci", 9,5% "američki Indijanci i aljaskanski domorodci", 0,0% Azijci, 0,0% "domorodački Havajci i ostali tihooceanski otočani", 32,4% ostalih rasa, 8,9% dviju ili više rasa. Hispanoamerikanaca i Latinoamerikanaca svih rasa bilo je 78,8%.